# Кузькін Віктор Григорович
Віктор Григорович Кузькін (рос. Ви́ктор Григо́рьевич Ку́зькин; нар. 6 липня 1940, Москва, СРСР — пом. 24 червня 2008, Сочі, Росія) — радянський хокеїст, захисник. Олімпійський чемпіон.

## Біографія
Один з найкращих захисників в історії радянського та російського хокею виступав за московський ЦСКА (1958–1976). У складі столичного армійського клуба тринадцять разів здобував золоті нагороди у чемпіонатах країни. Це рекорд радянського хокею (разом з Владиславом Третьяком). Чотири рази був срібним та одного разу бронзовим призером чемпіонатів СРСР.Тривалий час був капітаном команди. Всього в чемпіонаті провів 530 матчів та забив 71 гол. По шість разів перемагав у кубку СРСР та кубку європейських чемпіонів. В єврокубках забив три голи. За результатами сезону обирався до символічної збірної.
У складі національної збірної був учасником трьох Олімпіад (1964, 1968, 1972). На цих турнірах збірна СРСР була найсильнішою.
Чемпіон світу 1963–1969, 1971; другий призер 1972. На чемпіонатах Європи — сім золотих (1963–1969) та дві срібні нагороди (1971, 1972). Був учасником суперсерії СРСР — Канада (НХЛ) 1972 року (7 матчів).
У складі головної команди країни виступав протягом дванадцяти років. Був капітаном збірної. На Олімпійських іграх та чемпіонатах світу провів 70 матчів (12 закинутих шайб), а всього у складі збірної СРСР — 176 матчів (19 голів).
На тренерській ниві почав працювати відразу після завершення ігрової кар'єри. Був помічником головних тренерів ЦСКА Костянтина Локтєва та Віктора Тихонова (1976—1988, 1991—1999). Три роки Сергій Шепелєв та Віктор Кузькін працювали тренерами-консультантами японської команди «Джуджо Сейсі». З його ініціативи, в 2000 році, був створений Фонд підтримки та розвитку аматорського хокею. В останні роки життя захоплювався дайвінгом.
Помер 24 червня 2008 року на 68-му році життя у Сочі. Похований на Ваганьковському кладовищі.

## Державні нагороди та почесні звання
- 1965 — Орден «Знак Пошани»
- 1967 — Заслужений майстер спорту СРСР
- 1972 — Орден «Знак Пошани»
- 1996 — Орден Пошани
- 2005 — член зали слави ІІХФ

## Спортивні досягнення
- Олімпійський чемпіон (3): 1964, 1968, 1972

- Чемпіон світу (8): 1963, 1964, 1965, 1966, 1967, 1968, 1969, 1971
- Срібний призер чемпіонату світу (1): 1972
- Чемпіон Європи (7): 1963, 1964, 1965, 1966, 1967, 1968, 1969
- Срібний призер чемпіонату Європи (2): 1971, 1972
- Володар кубка європейських чемпіонів (6): 1969, 1970, 1971, 1972, 1973, 1974
- Чемпіон СРСР (13): 1959, 1960, 1961, 1963, 1964, 1965, 1966, 1968, 1970, 1971, 1972, 1973, 1975
- Срібний призер чемпіонату СРСР (4): 1967, 1969, 1974, 1976
- Бронзовий призер чемпіонату СРСР (1): 1962
- Володар кубка СРСР (6): 1961, 1966, 1967, 1968, 1969, 1973
- Фіналіст кубка СРСР (1): 1976